# Гаспарен, Адриен де
Адрие́н Этье́нн Пьер де Гаспаре́н (Гаспарэн, фр. Adrien Étienne Pierre de Gasparin; 29 июня 1783, Оранж — 7 сентября 1862, там же) — французский агроном, государственный и политический деятель, министр; сельскохозяйственный писатель.

## Карьера
Сначала военный, потом префект и затем министр внутренних дел (1836—37), де Гаспарен через 10 лет занял кафедру сельского хозяйства в Версальском агрономическом институте (1848—1852).

## Труды
Из многочисленных сочинений следует отметить:
- «Maladies contagieuses des bètes à laine» (1821);
- «Recueil de memoires» (1829—1841);
- «Guide du propriétaire de biens soumis au métayage» (1832, переведено в 1864 г. на русский язык под заглавием «Фермерство, руководство для землевладельцев»);
- «Memoires sur le métayage» (1832);
- «Coup d’oeil sur l’agriculture de la Sicil» (1839);
- «Cours d’agriculture» (1863; один из разделов этого сочинения переведен на русский язык П. У.: «Земледельческая механика»).

Кроме того, Гаспарен принимал деятельное участие в составлении сельскохозяйственной энциклопедии «Maison rustique du XIX siècle».